# Campionato mondiale militare di scherma 1967
Il Campionato mondiale militare di scherma del 1967 ("1967 World Military Fencing Championships") è stato organizzato dalla Federazione internazionale della scherma e si è svolto a Palermo in Italia dal 15 al 21 aprile.
Nel fioretto, si è aggiudicato il titolo di campione mondiale militare l'italiano Michele Maffei, che ha battuto in finale il francese Bernard Talvard.
Nella spada il francese Jacques Brodin ha battuto in finale l'austriaco Hubert Polzhuber, ottenendo il titolo mondiale militare maschile.
Nella sciabola l'italiano Maurizio Bimbi prevale sul belga Jean Henriet.
Nel campionato mondiale militare a squadre maschili, la nazionale francese ha prevalso nella finale del fioretto contro l'Italia, mentre la nazionale austriaca ha vinto nella spada contro la formazione francese, ed infine la nazionale belga ha avuto la meglio sulla compagine italiana nella sciabola.

## Podi

### Uomini
| Specialità  | Oro                                             | Argento                                                      | Bronzo                                           |
| Individuali |                                                 |                                                              |                                                  |
| Fioretto    | Michele Maffei                                  | Bernard Talvard                                              | Rini Engelbracht                                 |
| Spada       | Jacques Brodin                                  | Hubert Polzhuber                                             | Hans Jacobson                                    |
| Sciabola    | Maurizio Bimbi                                  | Jean Henriet                                                 | Josef Wanetschek                                 |
| A squadre   |                                                 |                                                              |                                                  |
| Fioretto    | Francia Henrard Hugues Leseur Bernard Talvard - | Italia Michele Maffei Gianfranco Paolucci Diego Piccirillo - | Austria Adolf Babler Udo Birnbaum Gerald Haas -  |
| Spada       | Austria Hubert Polzhuber Rudolf Trost Woltan -  | Francia Jacques Brodin Gibelin Toussaint Poggiale -          | Belgio Florent Bessemans Francois Dehez Scherr - |
| Sciabola    | Belgio Jean Henriet Marcel Minnen Simon -       | Italia Maurizio Bimbi Michele Maffei Maurizio Martinelli -   | Francia Gavillot André Sagot René Soupizet -     |

## Medagliere
| Pos.   | Nazione     | Oro | Argento | Bronzo | Totale |
| ------ | ----------- | --- | ------- | ------ | ------ |
| 1      | Francia     | 2   | 2       | 1      | 5      |
| 2      | Italia      | 2   | 2       | 0      | 4      |
| 3      | Austria     | 1   | 1       | 2      | 4      |
| 4      | Belgio      | 1   | 1       | 1      | 3      |
| 5      | Paesi Bassi | 0   | 0       | 1      | 1      |
| 5      | Svezia      | 0   | 0       | 1      | 1      |
| Totale | Totale      | 6   | 6       | 6      | 18     |